# For Love or Money
For Love or Money (br: Por Amor ou por Dinheiro)  é um filme estadunidense de 1963, do gênero comédia romântica, distribuído pela Universal International, produzido por Robert Arthur, dirigido por Michael Gordon, e estrelado por Kirk Douglas, Mitzi Gaynor e Gig Young. Foi escrito por Larry Markes e Michael Morris e lançado em 7 de agosto de 1963.
Até o momento, este continua sendo o último filme estrelado por Gaynor antes de se aposentar da atuação.

## Sinopse
Advogado é  contratado por milionária para que arranje casamento para suas três filhas.

## Elenco
- Kirk Douglas ....... Donald Kenneth 'Deke' Gentry
- Mitzi Gaynor ....... Kate Brasher
- Thelma Ritter ....... Chloe Brasher
- Gig Young ....... 'Sonny' John Dayton Smith
- Julie Newmar ....... Bonnie Brasher
- William Bendix ....... Joe Fogel
- Leslie Parrish ....... Jan Brasher
- Dick Sargent ....... Harvey Wofford (como Richard Sargent)
- Elizabeth MacRae ....... Marsha
- William Windom ....... Sam Travis
- Billy Halop ....... Elevator Operator

## Produção
Este filme é digno de nota por algumas razões. Depois de aparecer em uma variedade de filmes, como westerns e épicos históricos, Kirk Douglas estrelou um filme de comédia romântica, um gênero no qual muitas pessoas não estavam acostumadas a vê-lo.
Além disso, Mitzi Gaynor não havia aparecido em nenhum outro filme depois de For Love or Money. Ela afirmou que era "muito comum para filmes" e que seria melhor entreter o público através de diferentes empreendimentos.
O carro de Douglas neste filme é um Chrysler 300 Sport Convertible 1962 vermelho.

## Recepção
Leslie Parrish foi indicada ao Globo de Ouro como "Mais Promissora Novata - Mulher" por sua atuação neste filme.
Muitas pessoas observaram que este filme era semelhante a comédias românticas que ficaram famosas pela equipe de comédia clássica de Rock Hudson e Doris Day. Atores coadjuvantes como Thelma Ritter e Gig Young, que estrelaram com Hudson e Day em outros filmes, fazem uma aparição aqui. Alguns criticaram bastante o desempenho de Douglas em um filme de comédia romântica, enquanto outros ficaram agradavelmente surpresos com a versatilidade do ator.

## Disponibilidade de mídia doméstica
A Universal lançou este filme em 2013 como um DVD independente da Universal Vault Series para impressão sob demanda. Em 2016, foi relançado como parte da Kirk Douglas Centennial Collection, um conjunto de cinco discos com sete outros filmes (Spartacus, Man Without a Star, The Last Sunset, Lonely Are the Brave, The List of Adrian Messenger, The War Wagon, e A Lovely Way to Die). Antes desses lançamentos oficiais da Universal, era comum encontrar esse filme no formato DVD-r.

## Literatura
- EWALD FILHO, Rubens – Dicionário de Cineastas – 2a.Edição – 1985 – LPM
- HARBACH, Estevão Rainer – Guia de Filmes 2000 – Grafiven: Gráfica e Editora Venezuela
- HIRSCHHORN, Clive – The Universall story – 1985 – Octopus Books
- QUINLAN, David – Illustracted Directory of Film Stars – 1986 – B.T. Batsford Ltd.